# Шелікан
Шелікан — безлюдний острів на південному боці Амахтонської затоки на західній стороні Тауйської губи Охотського моря за 2 км від берега. Площа — 0,1 км²; найвища точка — 70 м. Адміністративно є частиною Ольського району Магаданської області Російської Федерації.
На острові є колонія мартина охотського. Флора бідна, береги здебільшого скелясті, решту території займає ліс із кам'яної берези з вкрапленнями модрини, а також угруповання куничника. Всього відзначено 53 види рослин.